# Roggia Peltrenga
La roggia Peltrenga è un corso d'acqua naturale-artificiale che scorre in provincia di Novara e di Pavia.

## Percorso
La roggia nasce presso la cascina Nuova di Casaleggio Novara, dalla confluenza di più cavi irrigui, provenienti dalla zona di Briona e di Castellazzo Novarese (acque provenienti dalla roggia Canturina, derivazione della roggia Mora). Subito dopo essersi formata, a circa 5 km (verso sud), la roggia viene scavalcata dall'A4 e dalla TAV (Torino - Milano, Treno Alta Velocità).
Poco più a sud raggiunge il Canale Cavour, dove la portata della roggia viene aumentata, grazie ad un manufatto scaricatore. La roggia dunque scorre in comune di San Pietro Mosezzo, lambendo l'abitato di San Pietro e ricevendo i reflui fognari ed industriali dello stesso. Scorre nei campi, raggiungendo la frazione di Novara Gionzana, dove scorre a breve distanza dall'Oratorio della Madonna del Latte.
A valle di Gionzana, precisamente presso le Case Sparse, il corso della Peltrenga viene sbarrato da una chiusa atta ad alimentare un mulino (ora non più esistente) e il canale si divide in due rami: il ramo principale (denominato scaricatore Peltrengo) sfocia poi nella Biraga, mentre il ramo secondario scorre parallelo al corso di quest'ultima, sorpassandola con un ponte canale, e venendo integrato dalla stessa con un contributo molto importante. In un intreccio di acque e canali affluenti e deffluenti, la roggia scorre verso sud, attraversando l'abitato di Cameriano (comune di Casalino).
A monte del ponte della SP-6 (tra Granozzo con Monticello e Casalino, presso cascina Cascinetta) la Peltrenga si divide in più cavi irrigui. Il corso principale viene denominato Cavone e sovrappassa la roggia Busca con un ponte canale.
Entrata dunque in Lombardia (comune di Confienza) la roggia si disperde nei campi in una miriade di piccoli canali irrigui (che sfociano nell'Agogna o nella Busca).

## Stato ambientale
Lo stato ambientale della roggia Peltrenga è considerato pessimo, specialmente nel tratto scorrente nel comune di San Pietro Mosezzo. Assieme al cavo Orione è spesso e volentieri vittima di sversamenti illegali, che ne pregiudicano lo stato ambientale e la sopravvivenza della fauna ittica, purtroppo assente o poco strutturata a causa di tutto ciò.
A valle della roggia Biraga, tuttavia, la Peltrenga possiede altre caratteristiche, date soprattutto dal volume d'acqua certamente maggiore, che permettono una sopravvivenza della fauna ittica.